# Hexarthrius howdeni
Hexarthrius howdeni is een keversoort uit de familie vliegende herten (Lucanidae). De wetenschappelijke naam van de soort is voor het eerst geldig gepubliceerd in 1972 door De Lisle.